# آرنه فيدار موين
آرنه فيدار موين (بالنرويجية البوكمول: Arne Vidar Moen)‏ هو لاعب كرة قدم نرويجي في مركز قلب الدفاع، ولد في 17 نوفمبر 1971 في ترومسو في النرويج. شارك مع منتخب النرويج تحت 21 سنة لكرة القدم. أما مع النوادي، فقد لعب مع ترومسو إيدريتسلاغ ونادي بران ونادي ليلستروم.

## وصلات خارجية
- آرنه فيدار موين على موقع اتحاد النرويج (النرويجية)
- آرنه فيدار موين على موقع قاعدة بيانات كرة القدم.إي يو (الإنجليزية)